# 八柱駅

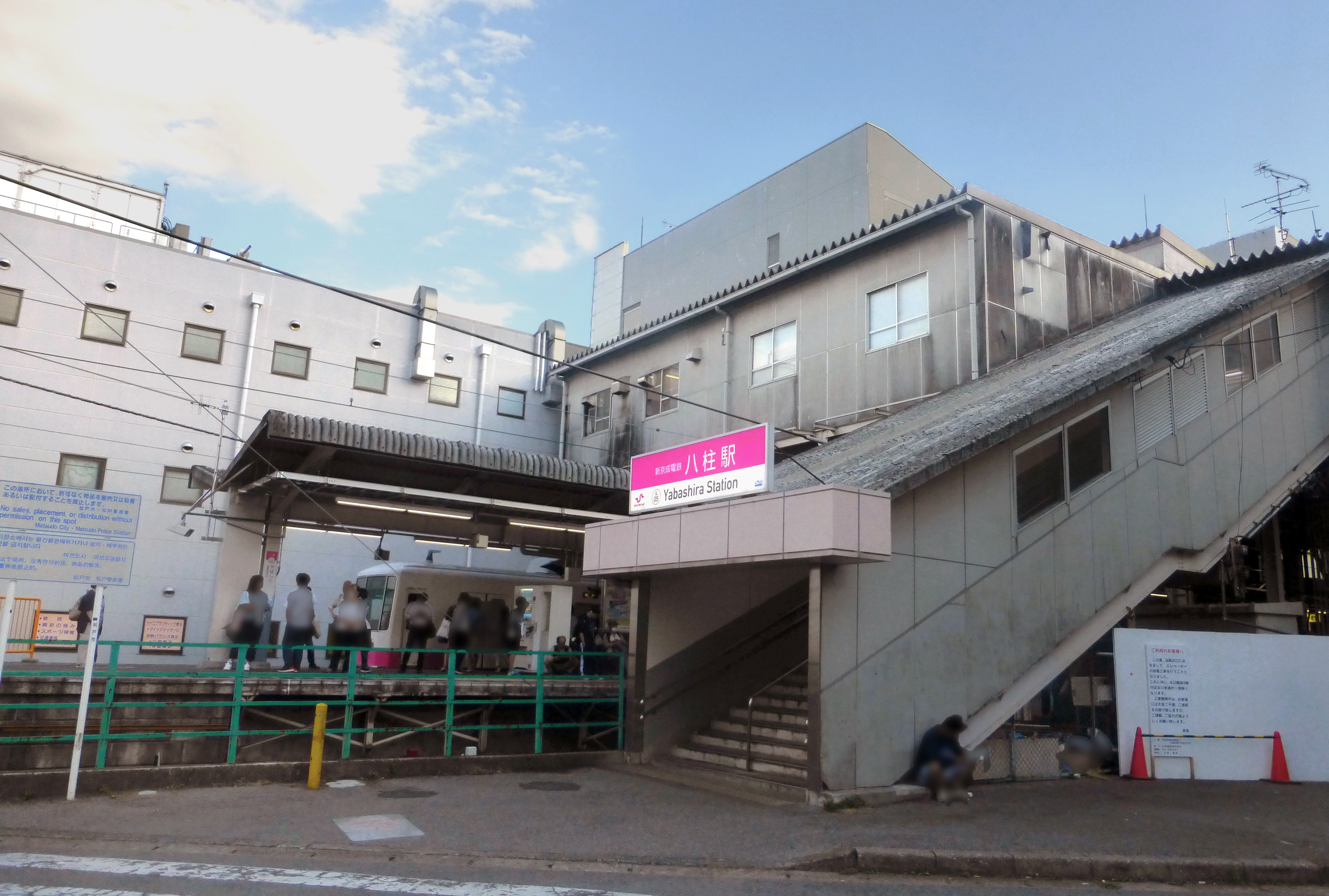
北口（2017年6月）

八柱駅（やばしらえき）は、千葉県松戸市日暮一丁目にある、京成電鉄松戸線の駅である。駅番号はKS84。
東日本旅客鉄道（JR東日本）武蔵野線の新八柱駅と同一地点別構内の乗換駅となっている。

## 歴史
- 1955年（昭和30年）4月21日：新京成電鉄新京成線の駅として開業。
- 1961年（昭和36年）11月25日：松戸駅 - 当駅間が複線化。
- 1962年（昭和37年）8月21日：当駅 - 五香駅間が複線化。
- 1997年（平成9年）3月31日：コンコース増築工事完成。トイレの男女分離及び身障者用の設備・エスカレーター設置[1]。
- 2003年（平成15年）11月1日：八柱駅第2ビルグランドオープン。
- 2014年（平成26年）2月：駅番号「SL05」を設定[2]。
- 2025年（令和7年）4月1日：新京成電鉄の京成電鉄への吸収合併に伴い、京成電鉄松戸線の駅となる。同時に駅番号をSL05からKS84に変更[3]。

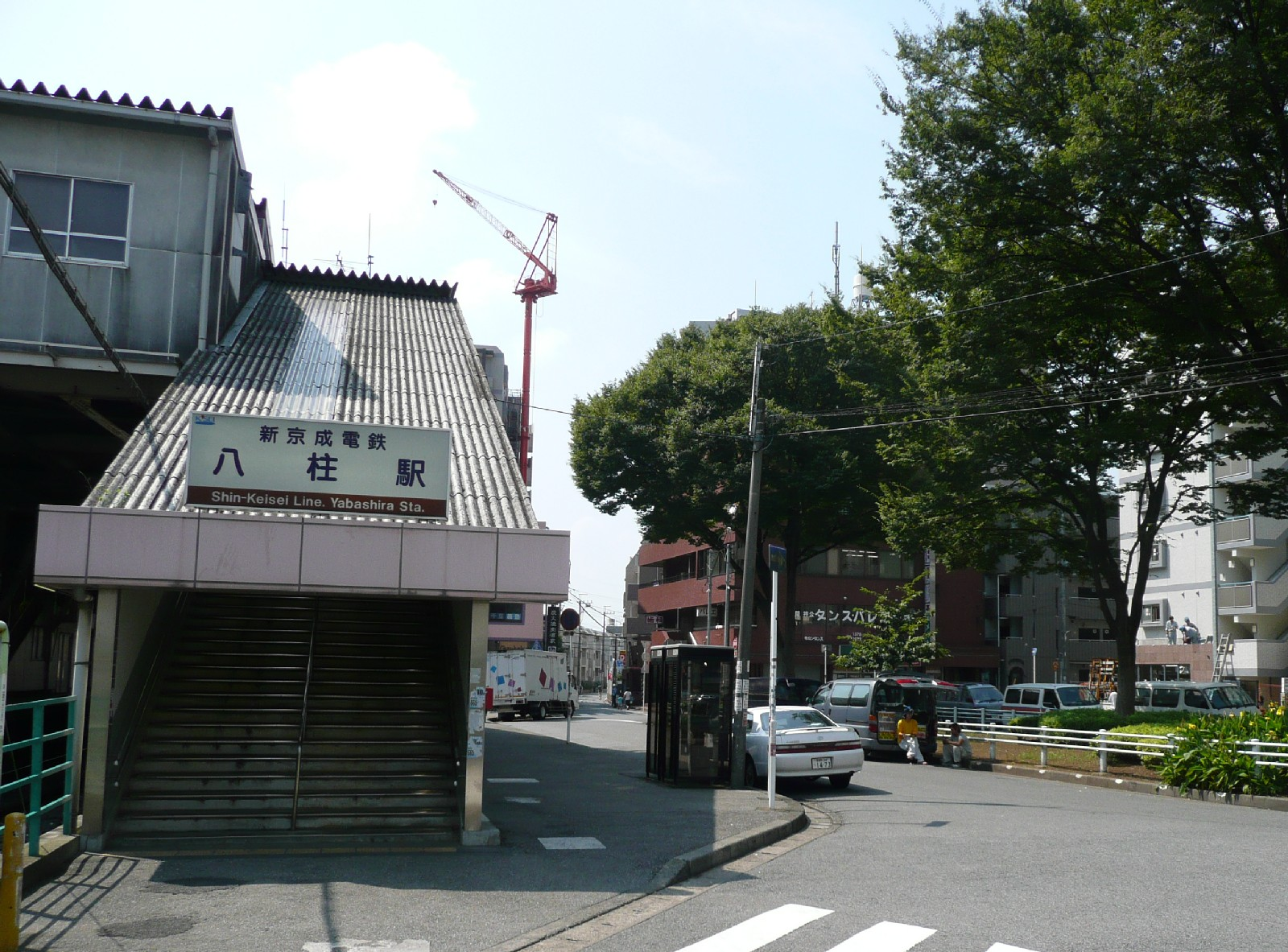
駅名看板更新前の北口（2008年9月）

### 駅名の由来
駅名は、この駅付近より南方に広がる地域の旧自治体・八柱村に由来する。「八柱」とは8つの集落が柱となって合同して造った村という意。なお、現在の駅がある場所は旧八柱村の区域ではなく、その北に広がっていた旧高木村の地にある。

## 駅構造
島式ホーム1面2線を持つ地上駅で、橋上駅舎を有している。第1・第2（2003年に完成）ビルが併設されており、いずれも3階で駅舎と接続している。
JR武蔵野線新八柱駅との相互乗り換えは、一度外に出る形となる。両駅舎の間は、乗り換えの人通りに合わせるような形で駅ビルが立地しているため、雨に濡れることなく移動が可能となっている。

### のりば
| 番線 | 路線   | 方向 | 行先                     |
| ---- | ------ | ---- | ------------------------ |
| 1    | 松戸線 | 下り | 北習志野・京成津田沼方面 |
| 2    | 松戸線 | 上り | 松戸方面                 |

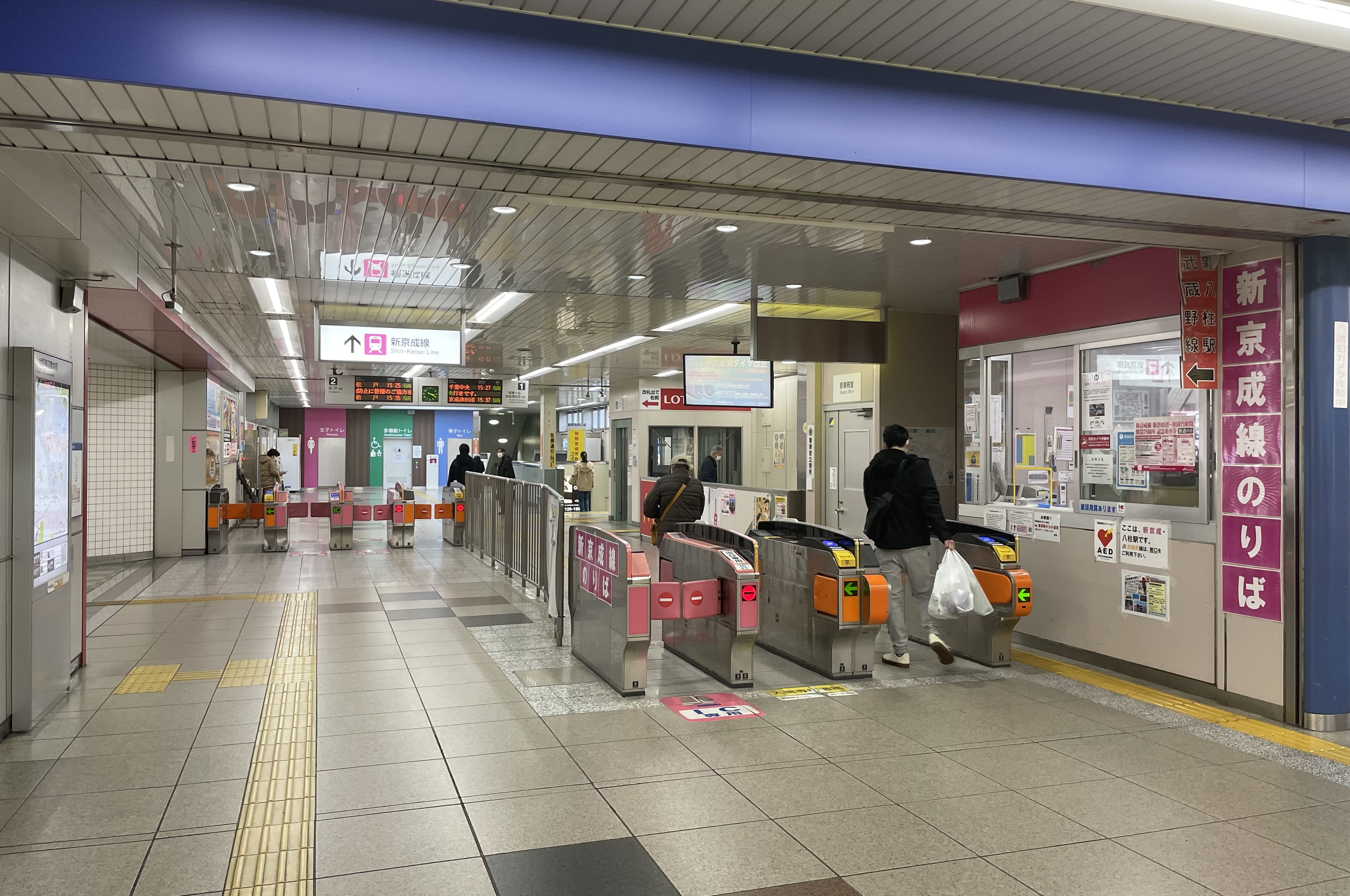
改札口（2022年12月）
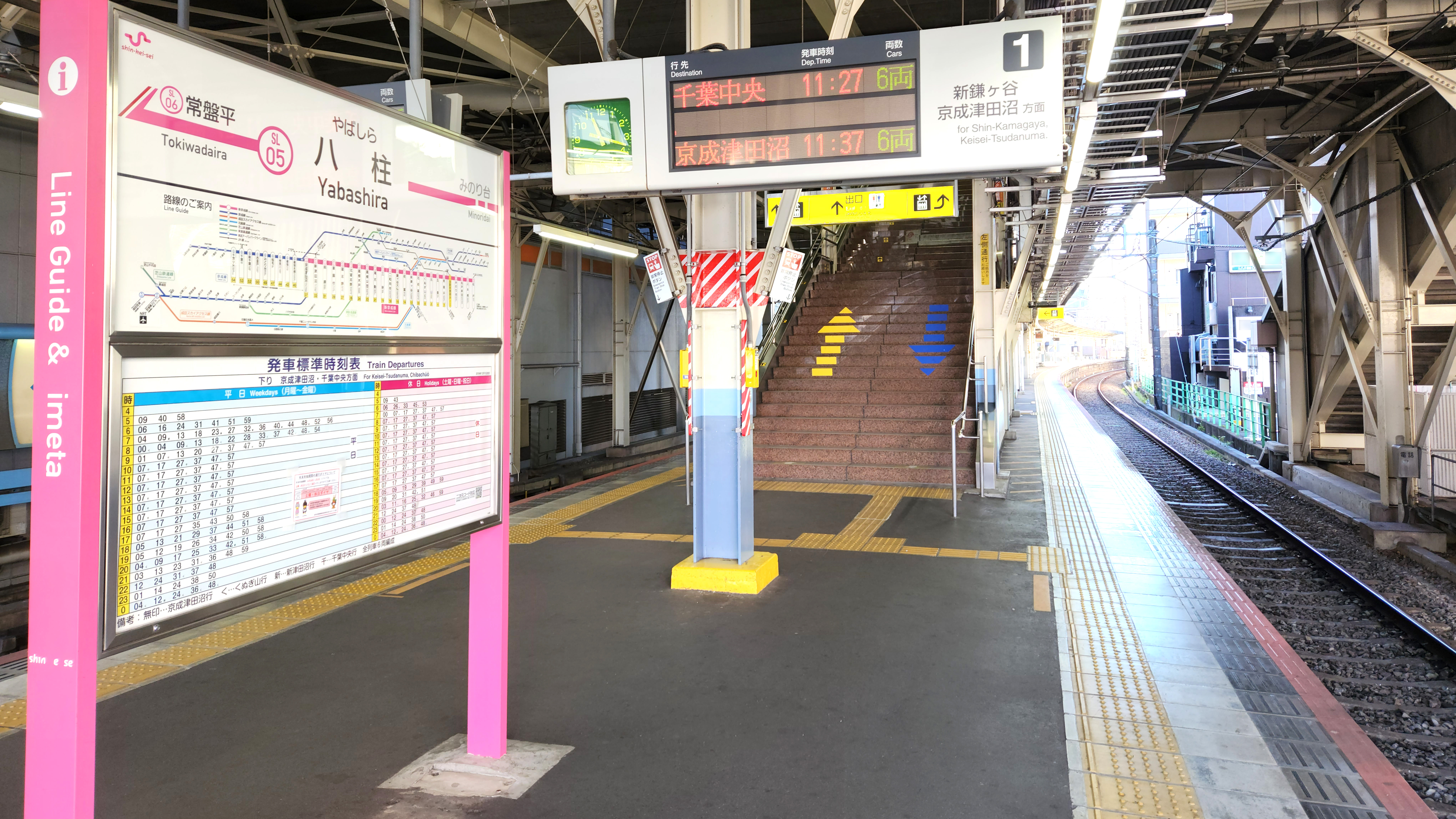
駅ホーム（2023年1月）

## 利用状況
2024年度の一日平均乗降人員は41,132人である。近年の推移は下表の通り。
| 年度               | 乗降人員 | 一日平均 乗車人員 |
| ------------------ | -------- | ----------------- |
| 2007年（平成19年） |          | 22,156            |
| 2008年（平成20年） |          | 22,458            |
| 2009年（平成21年） |          | 22,179            |
| 2010年（平成22年） |          | 22,070            |
| 2011年（平成23年） |          | 21,765            |
| 2012年（平成24年） |          | 22,129            |
| 2013年（平成25年） |          | 22,391            |
| 2014年（平成26年） |          | 22,178            |
| 2015年（平成27年） |          | 22,438            |
| 2016年（平成28年） |          | 22,501            |
| 2017年（平成29年） |          | 22,606            |
| 2018年（平成30年） |          | 22,631            |
| 2019年（令和元年） | 45,332   | 22,484            |
| 2020年（令和02年） | 35,149   |                   |
| 2021年（令和03年） | 36,499   |                   |
| 2022年（令和04年） | 39,437   |                   |
| 2023年（令和05年） | 40,771   |                   |
| 2024年（令和06年） | 41,132   |                   |

## 駅周辺

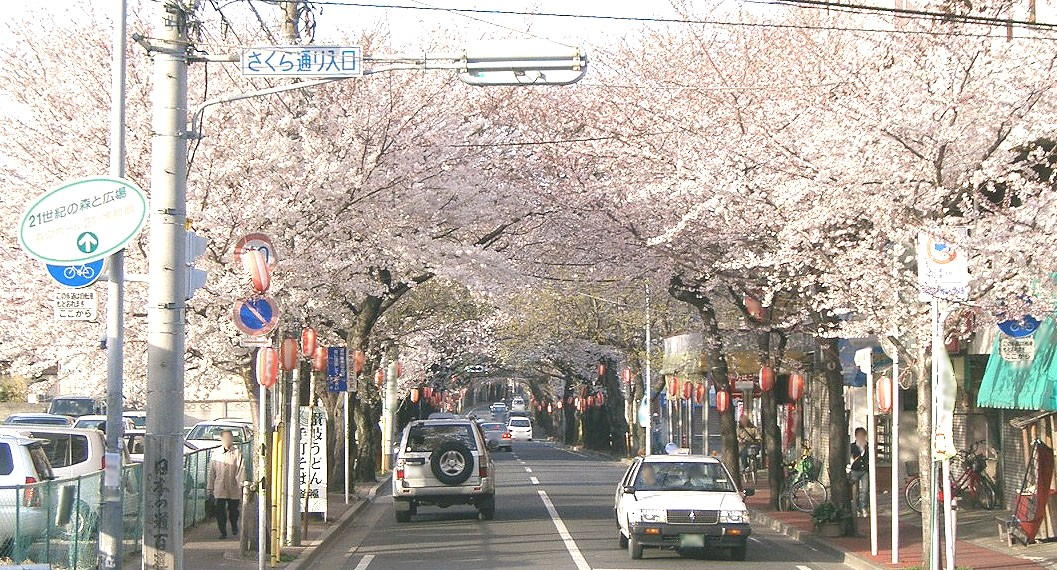
常盤平さくら通り

当駅は開発住宅地常盤平の西端付近に位置し、駅近傍でも武蔵野線の駅開業後には住宅開発が行われている。駅前広場と八柱駅第1ビル、第2ビルのほか、スーパー、飲食店、テナントビル、進学塾、総合病院などがあり、駅近傍に限っては利用客が目立つ一方、少し歩けば日中時間帯を中心に閑静な環境を保っている。ただし、マンションなど集合住宅もあるため居住人口密度は高めである。
2000年代に入ってからはマンション建設ラッシュが起き、開発する土地が飽和状態になったため、駅周辺から離れた牧の原や松戸新田といった地域で「新八柱」および「八柱」を名乗ったマンションなどが建設されている。近くの町会（町内会）が住民過多を理由に分割されている場合がある。
南口駅前には千葉県道281号松戸鎌ケ谷線が走り、東方へ向かうと常盤平さくら通りを中心とした常盤平の住宅街に入る。西方へ向かうと稔台の住宅街や県道281号線・新京成線の線路沿いを中心としてビデオレンタル店、レストラン、ペット販売店などの店舗が並んでいる。みのり台駅までは直線距離で約800メートルほどで徒歩圏内にある。南東方へ向かう道は八柱霊園の主要参道であるため沿道に墓石店が並ぶ。北方は千葉県道51号市川柏線が走り、住宅もあるが少し進むと千駄堀の湿地帯と森林で、それの一部を開発して作られた21世紀の森と広場と森のホール21、県立西部図書館が北東方にある。
- 千葉県立西部図書館
- 松戸市八柱市民センター・松戸市立図書館八柱分館
- 松戸市立博物館
- 松戸警察署 八柱交番
- 八柱駅前郵便局
- 松戸日暮郵便局
- 千葉銀行 八柱支店
- 亀有信用金庫 八柱支店
- 東京ベイ信用金庫 八柱支店
- 八柱幼稚園
- 松戸市立常盤平第三小学校
- 松戸市立稔台小学校
- 松戸市立河原塚小学校
- 松戸市立第六中学校
- 21世紀の森と広場

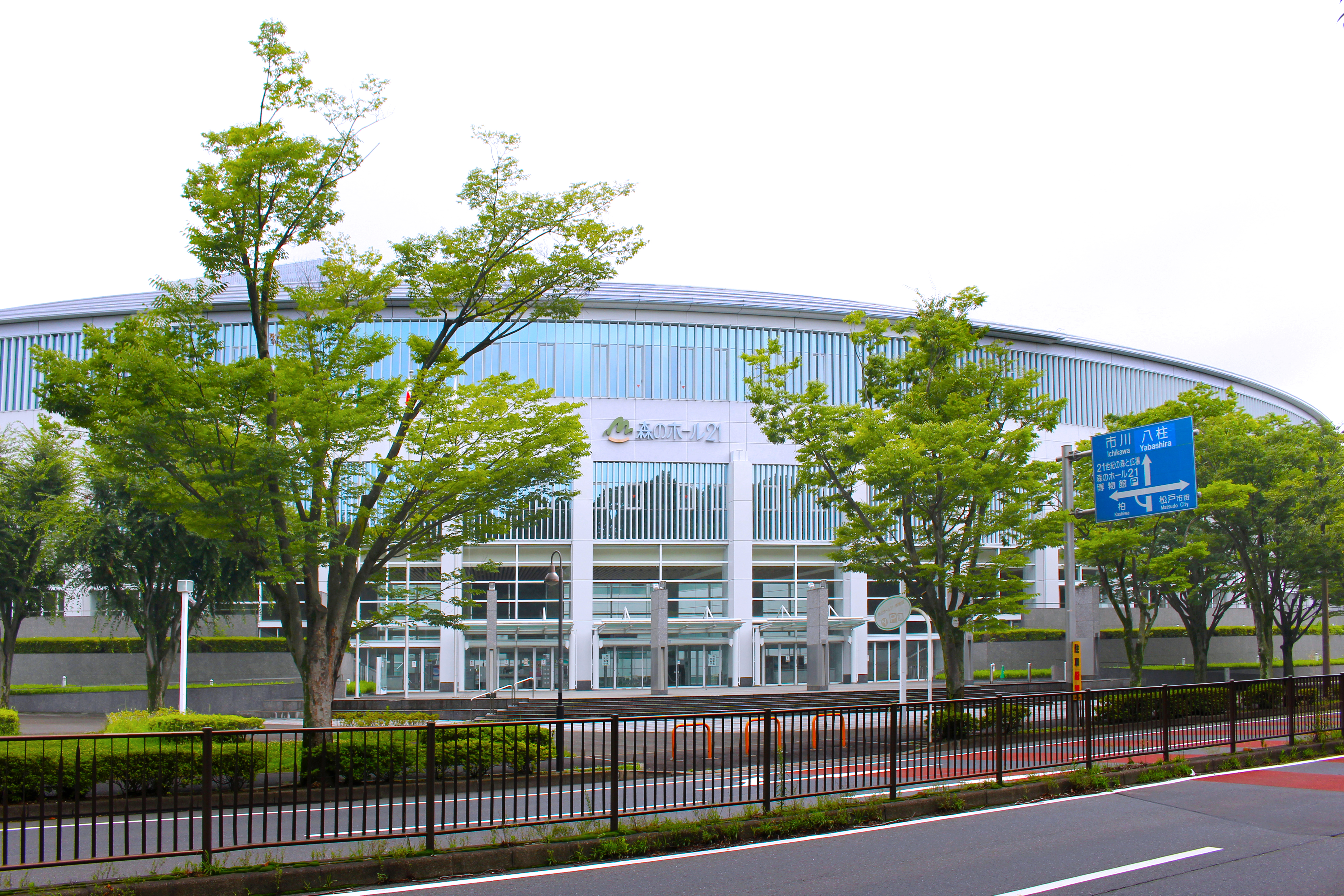
森のホール21（松戸市文化会館）
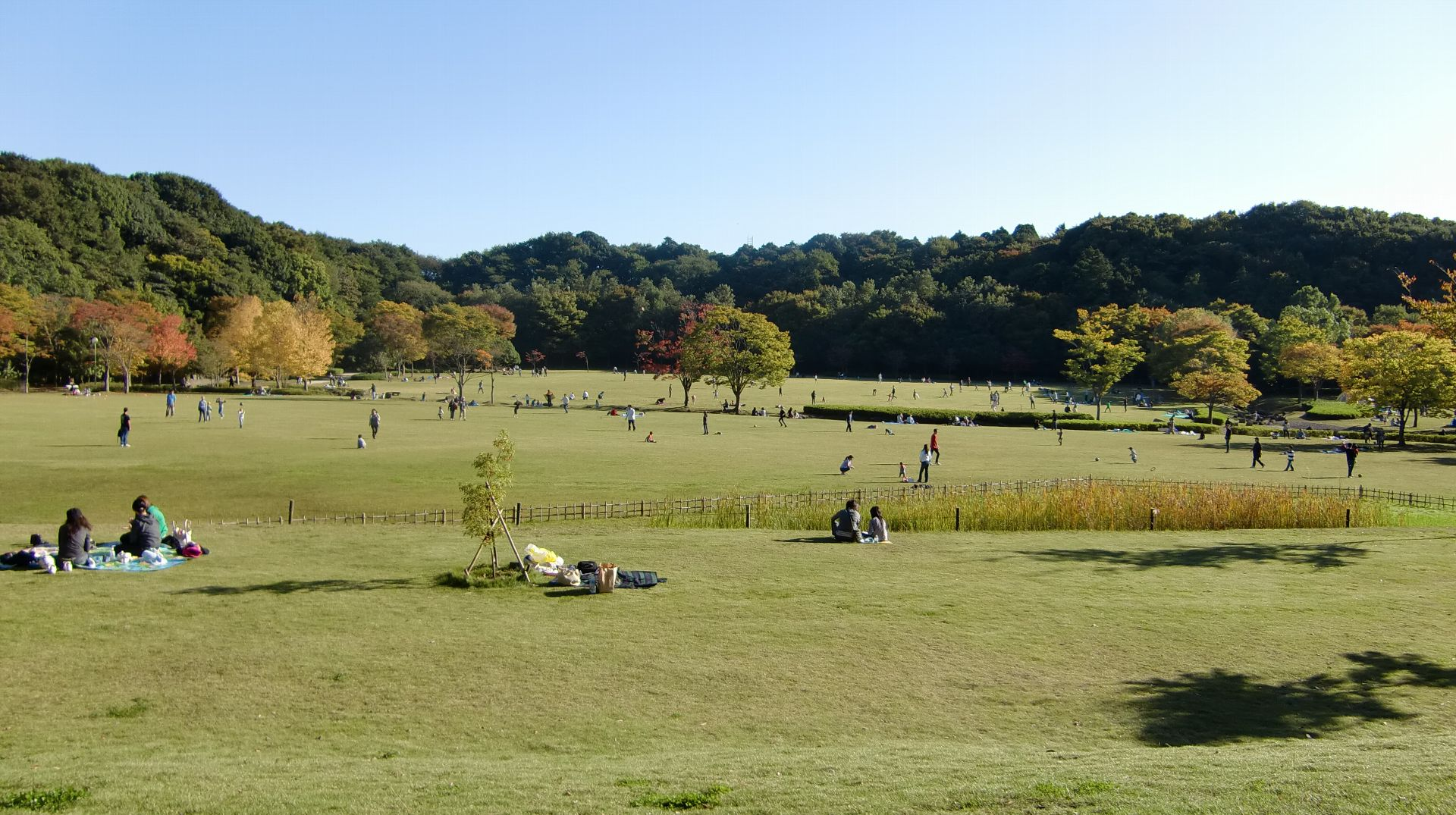
21世紀の森と広場
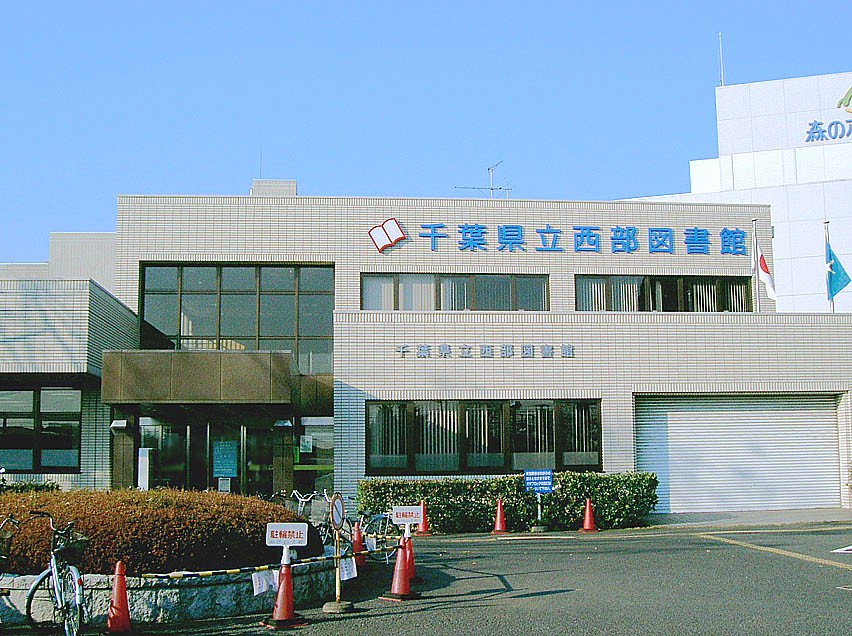
千葉県立西部図書館
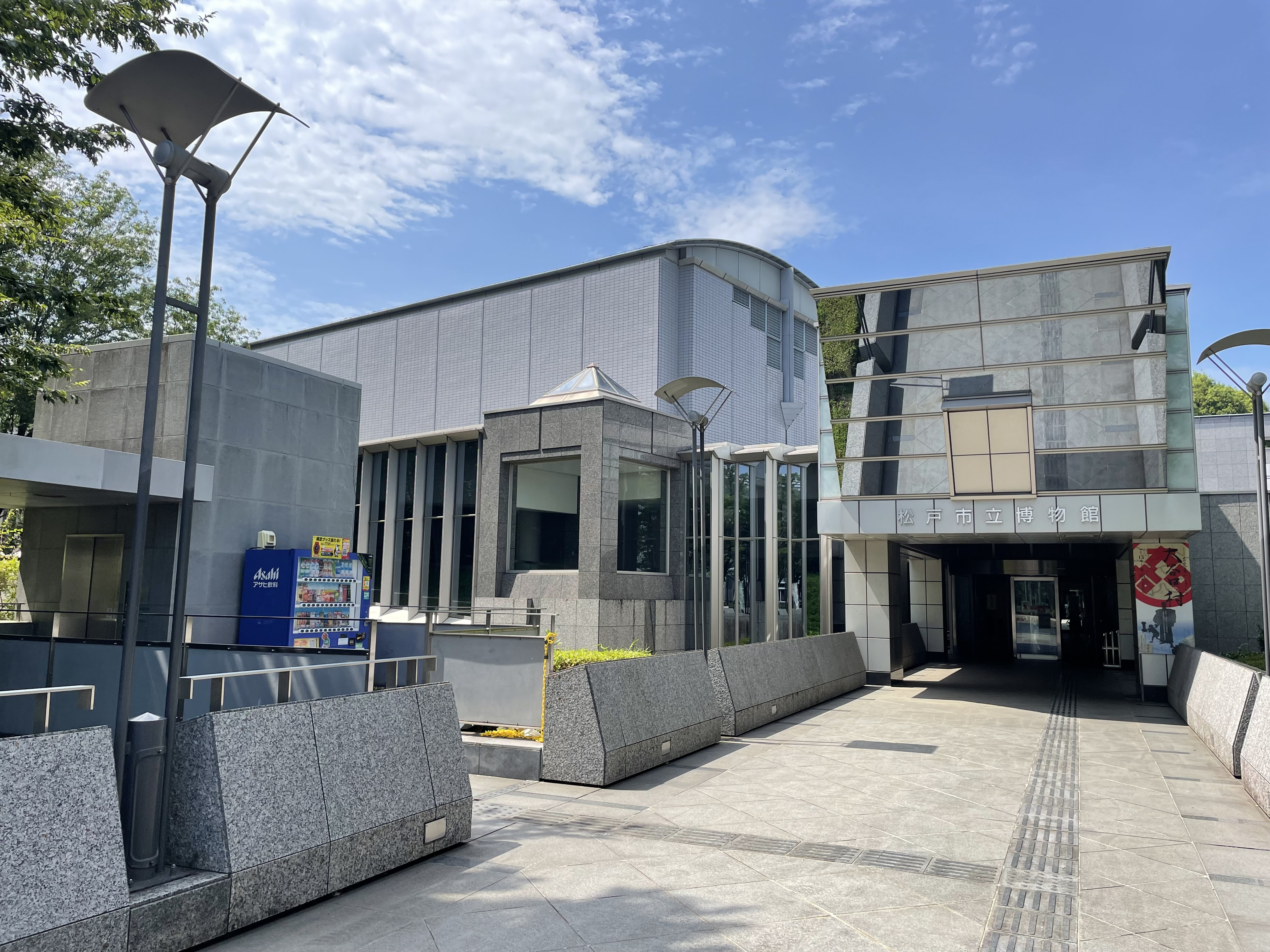
松戸市立博物館

- 常盤平さくら通り（日本の道100選）
- 徳蔵院
- 八柱駅第1ビル・第2ビル
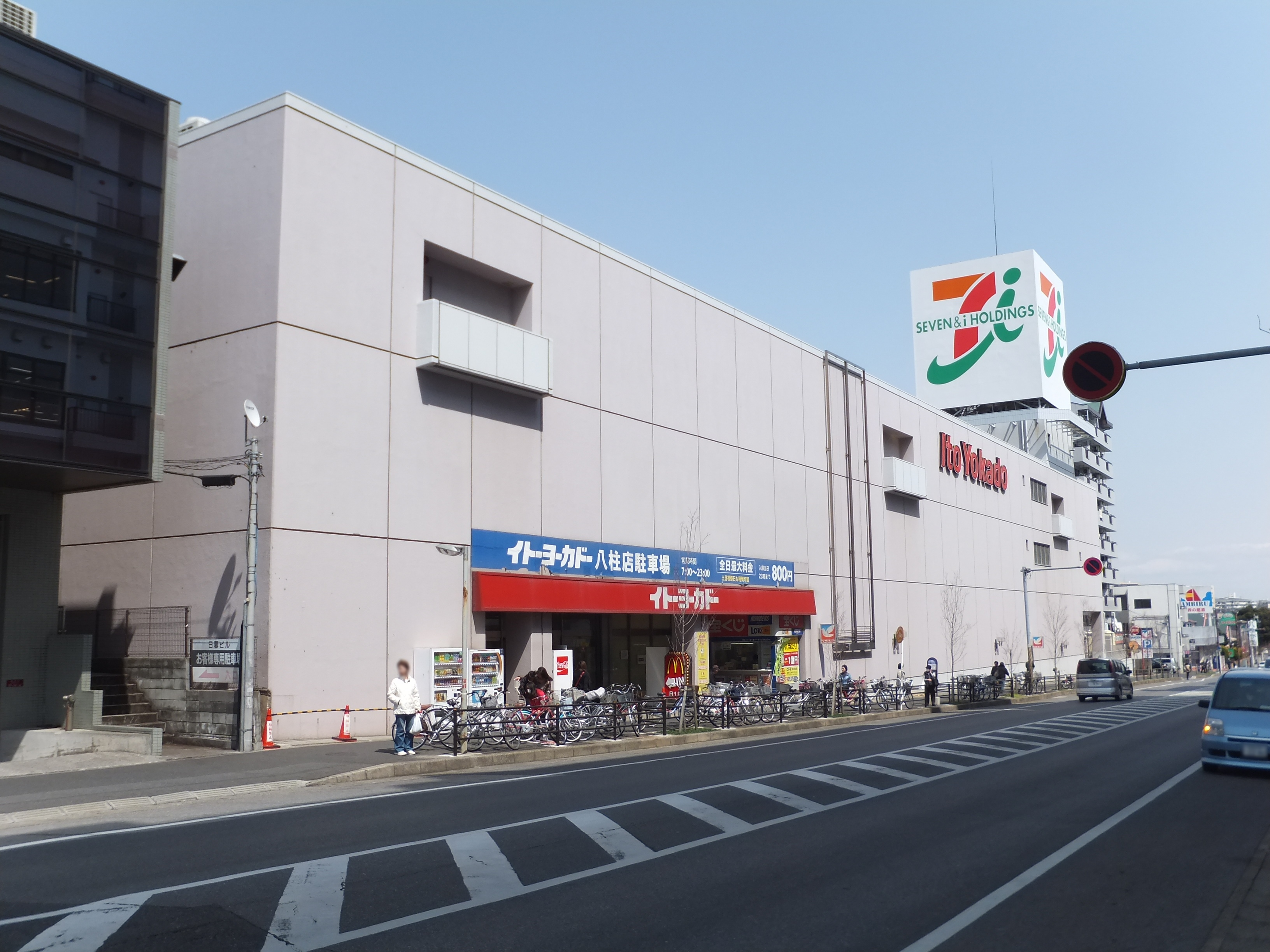
イトーヨーカドー八柱店
- ヨークフーズ八柱さくら通り店
- 白鬚神社
- 宮前公園
- 出雲大社埼玉分院八柱支部
- 東京都立八柱霊園

- 森のホール21（松戸市文化会館）
- 21世紀の森と広場
- 千葉県立西部図書館
- 松戸市立博物館
- イトーヨーカドー八柱店

## バス路線
- ■京成バス千葉ウエスト

| 乗り場 | 系統     | 経由地                                                             | 行先           |
| ------ | -------- | ------------------------------------------------------------------ | -------------- |
| 1番    | 8        | 八柱霊園・河原塚・栗子橋                                           | 東松戸駅       |
| 1番    | 8A       | 八柱霊園・河原塚                                                   | 紙敷車庫       |
| 1番    | 15(臨時) | (直行)                                                             | 八柱霊園       |
| 2番    | 2        | 小山台・牧の原小学校                                               | 牧の原団地     |
| 3番    | 12       | 森のホール21公園中央口・殿内・貝の花小学校・森のホール21公園中央口 | 小金原団地循環 |
| 3番    | 12       | 森のホール21公園中央口・殿内                                       | バス案内所     |
| 3番    | 14       | 松戸東警察署・貝の花・テラスモール松戸北口・房山・新松戸東         | 新松戸駅       |
| 3番    | 14A      | 松戸東警察署・貝の花・テラスモール松戸・房山・新松戸東             | 新松戸駅       |

## 隣の駅
京成電鉄
 松戸線
みのり台駅 (KS85) - 八柱駅 (KS84) - 常盤平駅 (KS83)